# Partito dei Socialisti della Galizia
Il Partido dei Socialisti di Galizia (in galiziano Partido dos Socialistas da Galicia, in spagnolo Partido de los Socialistas de Galicia, PSdeG-PSOE) è un partito politico galiziano di centro-sinistra, federazione locale del Partito Socialista Operaio Spagnolo. Abbraccia idee galizianiste, socialdemocratiche e progressiste.

## Struttura

### Presidente
| N°                | Presidente                 | Periodo          |
| ----------------- | -------------------------- | ---------------- |
| 1                 | Francisco González Amadiós | 1979–1982        |
| 2                 | Manuel Couce Pereiro       | 1982–1985        |
| 3                 | Antonio Rodríguez          | 1985–1988        |
| 4                 | Fernando González Laxe     | 1988–1991        |
| posizione vacante | posizione vacante          | 1991–1994        |
| 5                 | Abel Caballero             | 1994–1998        |
| posizione vacante | posizione vacante          | 1998–2012        |
| 6                 | José López Orozco          | 2012–2013        |
| posizione vacante | posizione vacante          | 2013–2017        |
| 7                 | Xoaquín Fernández Leiceaga | 2017–2021        |
| 8                 | Carmela Silva              | 2021 – in carica |

### Segretario generale
| N°                                             | Segretario generale                            | Periodo          |
| ---------------------------------------------- | ---------------------------------------------- | ---------------- |
| 1                                              | Modesto Seara                                  | 1977–1979        |
| 2                                              | José Luis Rodríguez Pardo                      | 1979–1980        |
| 3                                              | Francisco Vázquez                              | 1980–1982        |
| 4                                              | Antonio Rodríguez                              | 1982–1985        |
| 5                                              | Antolín Sánchez Presedo                        | 1985–1994        |
| 6                                              | Francisco Vázquez                              | 1994–1998        |
| 7                                              | Emilio Pérez Touriño                           | 1998–2009        |
| 8                                              | Pachi Vázquez                                  | 2009–2013        |
| 9                                              | José Ramón Gómez Besteiro                      | 2013–2016        |
| Commissione dirigente guidata da Pilar Cancela | Commissione dirigente guidata da Pilar Cancela | 2016–2017        |
| 10                                             | Gonzalo Caballero                              | 2017–2021        |
| 11                                             | Valentín González Formoso                      | 2021 – in carica |

## Risultati elettorali

### Parlamento della Galizia
| Elezione | Voti    | %      | Posizione | Seggi   | +/– | Candidato principale       | Posizione parlamentare                                                                   |
| -------- | ------- | ------ | --------- | ------- | --- | -------------------------- | ---------------------------------------------------------------------------------------- |
| 1981     | 193.456 | 19,62% | 1°        | 16 / 71 | —   | Francisco Vázquez Vázquez  | Opposizione                                                                              |
| 1985     | 361.946 | 28,67% | 2°        | 22 / 71 | 6   | Fernando González Laxe     | Opposizione (1985–1987)                                                                  |
| 1985     | 361.946 | 28,67% | 2°        | 22 / 71 | 6   | Fernando González Laxe     | Governo (in coalizione con Partito Nazionalista Galiziano e Coalición Galega; 1987–1990) |
| 1989     | 433.256 | 32,68% | 2°        | 28 / 75 | 6   | Fernando González Laxe     | Opposizione                                                                              |
| 1993     | 346.831 | 23,68% | 2°        | 19 / 75 | 9   | Antolín Sánchez            | Opposizione                                                                              |
| 1997     | 310.508 | 19,46% | 3°        | 15 / 75 | 4   | Abel Caballero             | Opposizione                                                                              |
| 2001     | 334.819 | 21,83% | 3°        | 17 / 75 | 2   | Emilio Pérez Touriño       | Opposizione                                                                              |
| 2005     | 555.603 | 33,22% | 2°        | 25 / 75 | 8   | Emilio Pérez Touriño       | Governo (in coalizione col BNG)                                                          |
| 2009     | 524.488 | 31,02% | 2°        | 25 / 75 | 0   | Emilio Pérez Touriño       | Opposizione                                                                              |
| 2012     | 297.584 | 20,61% | 2°        | 18 / 75 | 7   | Pachi Vázquez              | Opposizione                                                                              |
| 2016     | 256.381 | 17,87% | 3°        | 14 / 75 | 4   | Xoaquín Fernández Leiceaga | Opposizione                                                                              |
| 2020     | 252.537 | 19,38% | 3°        | 14 / 75 | 0   | Gonzalo Caballero          | Opposizione                                                                              |
| 2024     |         |        |           |         |     | José Ramón Gómez Besteiro  |                                                                                          |

### Corti Generali
| Corti Generali |                        |                        |                        |                        |                  |                  |                  |
| Elezioni       | Galizia                | Galizia                | Galizia                | Galizia                | Galizia          | Galizia          | Galizia          |
| Elezioni       | Congresso dei Deputati | Congresso dei Deputati | Congresso dei Deputati | Congresso dei Deputati | Senato di Spagna | Senato di Spagna | Senato di Spagna |
| Elezioni       | Voti                   | %                      | Posizione              | Seggi                  | +/–              | Seggi            | +/–              |
| 1977           | 175.127                | 15,52%                 | 2°                     | 3 / 27                 | —                | 0 / 16           | —                |
| 1979           | 177.298                | 17,32%                 | 2°                     | 6 / 27                 | 3                | 3 / 16           | 3                |
| 1982           | 426.469                | 32,83%                 | 2°                     | 9 / 27                 | 3                | 5 / 16           | 2                |
| 1986           | 458.376                | 35,76%                 | 2°                     | 11 / 27                | 2                | 6 / 16           | 1                |
| 1989           | 459.750                | 34,56%                 | 2°                     | 12 / 27                | 1                | 4 / 16           | 2                |
| 1993           | 569.899                | 35,95%                 | 2°                     | 11 / 26                | 1                | 4 / 16           | 0                |
| 1996           | 574.491                | 33,54%                 | 2°                     | 9 / 25                 | 2                | 4 / 16           | 0                |
| 2000           | 389.999                | 23,71%                 | 2°                     | 6 / 25                 | 3                | 4 / 16           | 0                |
| 2004           | 682.684                | 37,19%                 | 2°                     | 10 / 24                | 4                | 4 / 16           | 0                |
| 2008           | 750.492                | 40,64%                 | 2°                     | 10 / 23                | 0                | 4 / 16           | 0                |
| 2011           | 457.633                | 27,81%                 | 2°                     | 6 / 23                 | 4                | 4 / 16           | 0                |
| 2015           | 350.220                | 21,33%                 | 3°                     | 6 / 23                 | 0                | 2 / 16           | 2                |
| 2016           | 348.014                | 22,21%                 | 2°                     | 6 / 23                 | 0                | 3 / 16           | 1                |
| 2019 (Apr)     | 528.195                | 32,09%                 | 1°                     | 10 / 23                | 4                | 8 / 16           | 5                |
| 2019 (Nov)     | 465.026                | 31,25%                 | 2°                     | 10 / 23                | 0                | 5 / 16           | 3                |
| 2023           | 479.355                | 29,84%                 | 2°                     | 7 / 23                 | 3                | 4 / 16           | 1                |

### Parlamento Europeo
| Elezioni | Galizia | Galizia | Galizia   |
| Elezioni | Voti    | %       | Posizione |
| -------- | ------- | ------- | --------- |
| 1987     | 364.747 | 29,61%  | 2°        |
| 1989     | 309.019 | 33,05%  | 2°        |
| 1994     | 288.341 | 24,80%  | 2°        |
| 1999     | 360.235 | 23,62%  | 2°        |
| 2004     | 416.573 | 36,20%  | 2°        |
| 2009     | 403.141 | 35,29%  | 2°        |
| 2014     | 222.195 | 21,78%  | 2°        |
| 2019     | 511.246 | 35,07%  | 1°        |

## Simboli

1981-2001
2001-attuale